# Montigny-lès-Vesoul
Montigny-lès-Vesoul település Franciaországban, Haute-Saône megyében. Lakosainak száma 635 fő (2022. január 1.). Montigny-lès-Vesoul Scye, Chariez, Grattery, Pontcey, Vaivre-et-Montoille és Vauchoux községekkel határos.

## Népesség
A település népességének változása:
| Lakosok száma | 666  | 665  | 686  | 660  | 652  | 645  | 637  | 637  | 635  |
|               | 2013 | 2015 | 2016 | 2017 | 2018 | 2019 | 2020 | 2021 | 2022 |